# Jäger-Regiment zu Pferde Nr. 8

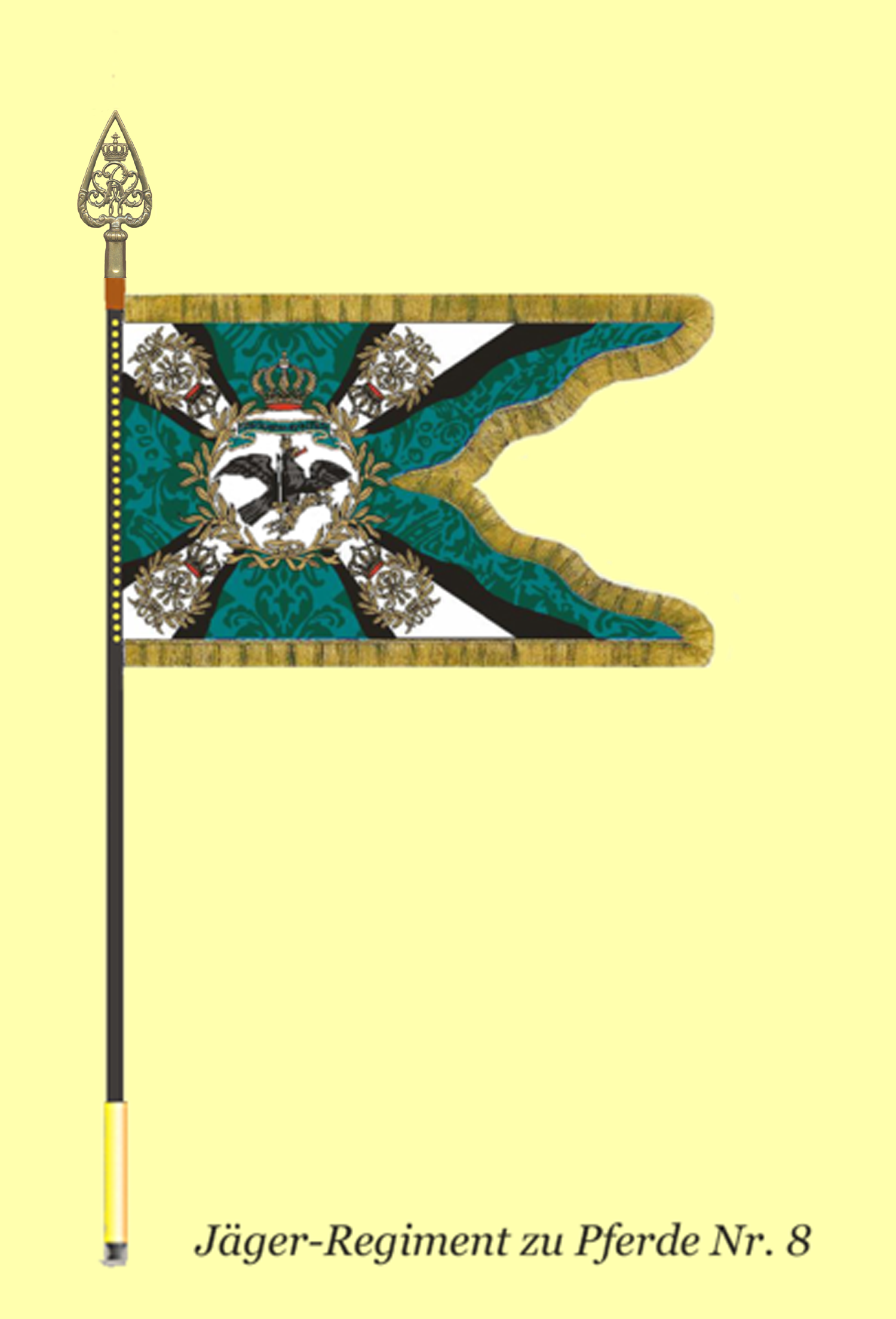
Regimentsstandarte

Das Jäger Regiment zu Pferde Nr. 8 war ein Kavallerieverband der Preußischen Armee.

## Verbandszugehörigkeit
- VIII. Armee-Korps in Koblenz

Kommandierender General: Generalleutnant Erich Tülff von Tschepe und Weidenbach
- 16. Division in Trier

Kommandeur: Generalleutnant von Lindenau
- 16. Kavallerie-Brigade in Trier

Kommandeur: Oberst Kleemann m.F.b.
- Regimentskommandeur: Major Freiherr von Tettau
- Garnison: Jägerkaserne Trier
- Stiftungstag des Regiments: 1. Oktober 1913

## Aufstellung
Mit Allerhöchster-Kabinetts-Order (A.K.O.) vom 4. September 1913 wurde zum 1. Oktober 1913 die Aufstellung eines Regiments Jäger zu Pferde mit der Nummer 8 befohlen.
Dazu mussten abgeben:
- 4. Eskadron/Westfälisches Ulanen-Regiment Nr. 5
- 2. Eskadron/2. Hannoversches Dragoner-Regiment Nr. 16
- 2. Eskadron/Husaren-Regiment „Landgraf Friedrich II. von Hessen-Homburg“ (2. Kurhessisches) Nr. 14
- 4. Eskadron/2. Garde-Dragoner-Regiment „Kaiserin Alexandra von Rußland“
- 1. Eskadron/2. Großherzoglich Mecklenburgisches Dragoner-Regiment Nr. 18

Zu Beginn des Ersten Weltkrieges rückten die Jäger im Verband der 16. Kavallerie-Brigade (zusammen mit dem Jäger-Regiment zu Pferde Nr. 7) zunächst nach dem Westen aus, um im Frühjahr 1915 an die Ostfront verlegt zu werden. Hier wurde das Regiment seiner Aufgabenstellung gemäß im Patrouillen-, Sicherungs- und Aufklärungsdienst eingesetzt. Für die Zeit nach dem August 1916 sind bisher keine Nachweise verfügbar.
Die Tradition übernahm in der Reichswehr die 4. Eskadron des 9. (Preußisches) Reiter-Regiments in Beeskow.

## Uniform
Die Uniform war dem Stil der Kürassieren nachempfunden. Der Waffenrock war graugrün mit schwedischen Aufschlägen. Kragen, Aufschläge und Vorstöße waren hellgrün, die Abzeichenfarbe dagegen weiß. Die Knöpfe waren weiß, Stiefel und Lederzeug schwarz. Der Offiziershelm wie bei den Kürassieren, jedoch aus geschwärztem Blech mit Dragoneradler als Zier, Einfassungsschienen, Schuppenketten und Spitze waren aus Tombak. Der Mannschaftshelm entsprach dem Helm der Dragoner. (Da bei der Aufstellung der Regimenter 8–13 nicht genug Kürassierhelme zur Verfügung standen, erfolgte die Umrüstung erst 1915.) Es wurden Dragonerstiefel getragen. Die Schulterklappen waren mit der Regimentsnummer versehen.

## Kommandeure
| Dienstgrad           | Name                  | Berufung        | Abberufung      |
| -------------------- | --------------------- | --------------- | --------------- |
| Major/Oberstleutnant | Wilhelm von Baumbach  | 1. Oktober 1913 | 10. August 1916 |
| Major                | Axel von Wachtmeister | 11. August 1916 | 21. Januar 1917 |
| Major                | Otto von Bose         | 22. Januar 1917 | 1919            |